# چرخه کسب‌وکار
چرخه کسب و کار یا سیکل تجاری (به انگلیسی: Business cycle) و نوسانات اقتصادی (به انگلیسی: Economic fluctuations) یکی از سرفصل‌های مهم و مطرح در اقتصاد کلان است. در این سرفصل به بررسی تغییرات درآمد سرانه کشورها GDP در کوتاه مدت می‌پردازند. گاهی در کل اقتصاد تولید کاهش و بی‌کاری افزایش می‌یابد معمولاً این افزایش در بیکاری با کاهش تورم همراه‌است. گاهی نیز اقتصادها افزایش تولید و کاهش بیکاری را تجربه می‌کنند معمولاً در چنین دوره‌هایی تورم بالاتر نیز گزارش می‌شود سر فصل نوسانات اقتصادی به چرایی و ماهیت این پدیده در اقتصاد می‌پردازد.

## مقدمه

### عرضه، تقاضا و قیمت
در بازار هر کالایی یک سمت تقاضا شامل تقاضاکنندگان و سمت دیگری شامل عرضه‌کنندگان آن کالا یا خدمت را دارا ست.
طبق قانونی در اقتصاد به نام قانون تقاضا در صورت ثبات سایر شرایط با افزایش قیمت یک کالا تقاضا برای آن کالا کاهش خواهد یافت. تقاضا کنندگان یک کالا عموماً مصرف‌کنندگان آن کالا هستند لذا این قانون شهودا صحیح به نظر می‌رسد برای شهود دقیق تر فرض کنید گوشت گوسفند گران شود مردم در صورت عدم تغییر شرایط ترجیح می‌دهند به جای گوشت گوسفند از گوشت گوساله استفاده کنند لذا تقاضای گوشت گوسفند کاهش می‌یابد.
طبق قانون دیگری در اقتصاد به نام قانون عرضه در صورت ثبات سایر شرایط با افزایش قیمت یک کالا عرضهٔ آن کالا فزایش خواهد یافت. عرضه‌کنندگان یک کالا عموماً تولیدکنندگان آن هستند که با افزایش قیمت محصول و ثبات سایر شرایط مانند قیمت نهاده‌ها (مواد اولیه) چون سودشان افزایش یافته پس تولید را افزایش می‌دهند.
حال اگر در بازاری به هر دلیل عرضه و تقاضا باهم برابر نباشند یعنی بازار در تعادل نباشد. به عبارت دیگر مازاد عرضه یا تقاضا وجود داشته باشد طبق نظریه‌های اقتصاد خرد قیمت کالا چنان تغییر می‌کند تا بازار به تعادل (برابری عرضه و تقاضا) برسد. فرض کنید در بازاری برای یک قیمت، مازاد عرضه وجود دارد در این حالت قیمت کاهش می‌یابد به دنبال آن تقاضا افزایش و عرضه کاهش می‌یابد و این فرایند تا جایی ادامه پیدا می‌کند تا عرضه و تقاضا با هم برابر شوند و تعادل بر قرار گردد.

### اقتصاد کلان، بلندمدت و کوتاه مدت
در اقتصاد کلان همیشه بازارهای اقتصاد در تعادل نیستند از این رو در اقتصاد تفکیک بلندمدت و کوتاه مدت به وجو آمده‌است.
شرایطی بلندمدت نام دارد که در آن همهٔ قیمت‌هاو دستمزدها قابلیت انعطاف و تغییر دارند در چنین شرایطی تمامی بازارها در تعادل هستند و عرضه و تقاضای موجود در بازارها با هم برابر هستند. در مقابل بلندمدت گاهی شرایطی بر اقتصادها حاکم می‌شود که کوتاه مدت نام دارد و در آن قیمت‌ها و دستمزدها چنان تغییر نمی‌کنند که بازارها در تعادل باشند لذا در کوتاه مدت بازارها معمولاً دارای مازاد عرضه یا تقاضا هستند.
در جریان غالب اقتصاد به انگلیسی: Mainstream Economics تحلیل‌های کوتاه مدت، مبتنی بر وجود چسبندگی در قیمت و دستمزدها در اقتصاد هستند و به موضوعاتی حول محور نوسانات اقتصادی می‌پردازند. جریان اقتصاد غالب رویکردی نیو کینزی(به انگلیسی: اقتصاد کینزی نو) دارند که سعی می‌کنند مبانی خرد برای تحلیل‌های کلان بسازند یعنی از منطق و قواعد رفتار آحاد اقتصادی (بنگاه و انسان‌ها) به عنوان اصول تحلیل اقتصاد کلان استفاده کنند
تحلیل‌های بلند مدت اقتصاد بیشتر مرهون تلاش‌های کلاسیک‌ها به انگلیسی: Classical Economics و نئو کلاسیک‌ها به انگلیسی: Neoclassical Economics در اقتصاد هستند و برای تحلیل موضوعاتی چون رشد اقتصادی کاربرد دارند.

### اشتغال کامل، تولید بالقوه و نوسانات اقتصادی
اگر اقتصاد را در بلند مدت در نظر بگیریم به علت اینکه انتظار می‌رود دستمزدها منعطف باشند بازار کار در تعادل است به این حالت اقتصاد اشتغال کامل می‌گویند.
متناظر با حالت اشتغال کامل، اقتصاد در حالت عادی ست به این معنی که بنگاه‌ها در شرایط عادی خود در حال تولید هستند به عبارت دیگر نه مازاد ظرفیت تولید دارند نه بار اضافی بر امکانات تولیدی آن‌ها وارد می‌شود. به میزان تولیدی که در این شرایط به دست می‌آید  تولید بالقوه  (به انگلیسی: Potential GDP) گفته می‌شود.
اگر اقتصادی در یک دوره از تولید بالقوه خود فاصله بگیرد آن اقتصاد دچار نوسان شده‌است. اختلاف تولید صورت گرفته را با تولید بالقوه شکاف تولید (به انگلیسی: Output Gap) تعریف می‌کنند.
اگر شکاف تولید مثبت باشد یعنی اقتصاد در حالتی است که در بازار کار مازاد تقاضا وجود دارد در اثر مازاد تقاضا در بازار کار دستمزدها در حال افزایش هستند. کارخانه‌ها برای تولید بیشتر ظرفیتهای خود را تحت فشار قرار می‌دهند لذا تعمیرات ماشین آلات به تأخیر می‌افتد در این حالت تورم در اقتصاد بالا می‌رود. اگر نمودار درآمد سرانه حقیقی یک کشور رسم شود این حالت در نقاطی که بالای خط تولید بالقوه هستند مشاهده می‌شوند. اگر شکاف تولید منفی باشد یعنی بازار کار با مازاد عرضه روبرو باشد کارخانه‌ها ظرفیت خالی تولید خواهند داشت و تورم در اقتصاد کاهش خواهد یافت. این حالت در نقاط زیر خط تولید بالقوه مشاهده می‌شوند.
/>
رکود (به انگلیسی: رکود اقتصادی) به دوره کاهش قابل توجه GDP حقیقی گفته می‌شود
دوره انبساط (به انگلیسی: Expantion) به دوره رشد GDP حقیقی گفته می‌شود

### دستمزد اسمی و حقیقی
دستمزد مثل قیمت در بازارهای دیگر، تصفیه‌کننده بازار کار محسوب می‌شود. دستمزد دو نوع اسمی و حقیقی دارد. دستمزد اسمی مقدار پول و دستمزدی است که به یک نیروی کار پرداخت می‌شود دستمزد حقیقی در حقیقت بیان‌کننده قدرت خرید یک نیروی کار است و بنا به تعریف برابر نسبت دستمزد اسمی به سطح عمومی قیمت‌ها ست؛ بنابراین ممکن است دستمزد حقیقی کاهش یابد درحالی‌که دستمزد اسمی افزایش یافته چون سطح عمومی قیمت‌ها بیشتر افزایش یافته‌است.

## چرا نوسانات اقتصادی رخ می‌دهند

### چسبندگی دستمزدها
در اقتصاد دستمزدها با تغییر تقاضا به سرعت تعدیل نمی‌شوند برخی دلایل مطرح برای این پدیده در زیر آمده‌اند:
قراردادهای کار: در بازار کار بسیاری از تعهدات کاری در قالب قرارداد تنظیم می‌شوند که این امر موجب می‌شود تعدیل دستمزد تا پایان دورهٔ قراردادها ممکن نباشد.
دستمزد پرکاری: (به انگلیسی: Efficiency Wage) نیروی کار یک بنگاه با توجه به دستمزد تصمیم به فعالیت در آن را می‌گیرند لذا اگر یک بنگاه دستمزد نیروی کار خود را کاهش دهد نیروی کار انگیزه دارد در سایر بنگاه‌ها مشغول به کار شود و از طرف دیگر اگر بنگاهی میزان مناسبی بیشتر از دستمزد سایر بنگاه‌ها به یک نیروی کار بپردازد انگیزه کار مفیدتر در نیروی کار برای حفظ موقعیت کاری‌اش افزایش می‌یابد؛ لذا بنگاه‌ها برای حفظ بهره‌وری نیروی کار تمایلی به کاهش دستمزدها ندارند. علاوه بر این تغییر مداوم نیروی کار بنگاه هزینه‌هایی چون قرارداد و آموزش را برای بنگاه به همراه دارد.
ریسک و نااطمینانی: برای بنگاه تغییر دستمزد نسبت به کاهش تعداد نیروی کار ریسک بالاتری دارد چرا که در صورتی یک نیروی کار تصمیم به خروج از بنگاه خواهد گرفت که سایر بنگاه‌های رقیب دستمزد خود را ثابت نگه دارند و گرنه نیروی کار تصمیم به خروج و کاهش عرضه کار خود نخواهد گرفت.

### چسبندگی قیمت‌ها
وقتی بازار یک محصول با کاهش تقاضا روبرو می‌شود دو راه حل برای بنگاه وجود دارد تا بتواند خود را با این عدم توازن تطبیق بدهد یکی کاهش قیمت و دیگری کاهش تولید. اما مبانی خرد بنگاه‌ها نشان می‌دهد بنگاه‌ها کاهش تولید را انتخاب خواهند کرد. برای این تصمیم دلایلی وجود دارد.
هزینه‌های بنگاه: یکی از دلایل کاهش تولید به جای قیمت، ثبات هزینه‌های بنگاه‌است و اینکه بنگاه‌ها برای قیمت‌گذاری از یک قاعده سر انگشتی استفاده می‌کنند (مثلاً ۱۲۰٪ هزینه‌ها). معمولاً دستمزدها در اقتصاد به آرامی تعدیل می‌شوند علاوه بر این معمولاً دستمزد بخش عمده هزینه تولید را تشکیل می‌دهد؛ لذا چون هزینه‌ها ثابت اند، قیمت هم ثابت می‌ماند و تولید کم می‌شود.
ریسک و نااطمینانی: در بازارهایی که بنگاه‌ها قدرت قیمت‌گذاری دارند نتیجه بخش بودن استراتژی تغییر قیمت به رفتار مصرف‌کنندگان و سایر تولیدکنندگان وابسته‌است مثلاً اگر یک بنگاه قیمت محصول خود را کاهش دهد درحالی‌که سایر بنگاه‌ها بیشتر قیمت را کاهش داده‌اند در این صورت ممکن است این استراتژی که برای جذب تقاضا وضع شده بود شکست بخورد. از طرفی اگر مصرف‌کنندگان در اثر مشاهدات این چنینی، انتظار جنگ قیمتی بین تولیدکنندگان را داشته باشند ریسک چنین استراتژی بالاتر می‌رود. این در حالیست که تنها هزینه تغییر تولید و اشتباهات احتمالی در محاسبات مربوط به آن تغییر در موجودی انبار است که بسیار کم هزینه‌تر از استراتژی تغییر قیمت است.
هزینه تغییر منو: تغییر قیمت موجب از اعتبار ساقط شدن بروشور و کاتالوگ‌هایی است که قبلاً چاپ شده‌اند هزینه تجدید این بروشورها عمولا از دیگر علت‌هایی است که برای توجیه برتری تغییر تولید در مقابل تغییر قیمت در کوتاه مدت نام برده می‌شود.

### منشأ بیکاری در بازار کار
فرض کنید اقتصادی در بلندمدت قرار داشته‌است یعنی وجود انعطاف در قیمت‌ها موجب شده‌است تمامی بازارها در تعادل باشند و تصفیه شوند (عرضه برابر تقاضا است) اگر به هر دلیلی تقاضای کار دچار تغییر شود و میزان تقاضای نیروی کار در اقتصاد در هر سطح دستمزد کاهش یابد (انتقال منحنی تقاضای نیروی کار به سمت چپ) در این صورت انتظار می‌رود دستمزد حقیقی کاهش یابد تا بازار به تعادل برسد اما در کوتاه مدت قیمت‌ها و دست‌مزدها غیر منعطف هستند در نتیجه در این حالت شاهد مازاد عرضه در بازار کار خواهیم بود که بیکاری را به وجود خواهد آورد. ,,,,,،

## مدل بررسی نوسانات اقتصادی
برای بررسی و مدلسازی نوسانات اقتصادی در اقتصاد کلان از مدل‌هایی مرسوم استفاده می‌شود برای مثال دو مدل AS-AD , ADI curve مدل‌هایی در این زمینه هستند.

### مدل AS-AD
این مدل یکی از مدل‌های سنتی برای توضیح نوسانات اقتصادی است در این مدل این مدال بر مبنای تعادل تقاضای کل و عرضه کل در اقتصاد بنا شده‌است.

تقاضای کل اقتصاد نشان دهندهٔ مجموع تقاضا برای کالا و خدمات در اقتصاد است به صورت سنتی این تقاضا به تقاضای مصرفی خانوارها، تقاضای سرمایه‌گذاری بنگاه‌ها، تقاضای دولت و جز خالص صادرات تقسیم می‌شود. رابطه ساده شده تقاضای کل در اقتصاد به صورت زیر است:
{\displaystyle AD=C(y)+I(r)+G+NX(e,y,yf)}
تقاضای مصرفی خانوارها(C) این تقاضا به عواملی چون درآمد، مالیات، انتظارات مردم از درآمد آتی و ثروت آن‌ها وابسته‌است. اگر درآمد افراد بعد از مالیات را درآمد قابل تصرف بدانیم با افزایش درآمد قابل تصرف (کاهش مالیات یا افزایش درآمد) خانوارها تقاضای مصرفی بیشتری خواهند داشت. خوش‌بینی به آینده یا افزایش ارزش ثروت خانوارها نیز موجب می‌شود مردم در هر سطح عمومی از قیمت‌ها، مصرف خود را افزایش دهند. علی‌رغم موارد یاد شده به‌طور سنتی در مدل‌ها مهم‌ترین عامل مصرف خصوصی را درآمد خانوارها می‌دانند.
تقاضای سرمایه‌گذاری بنگاه‌ها(I) هر سرمایه‌گذاری بنگاه نیاز به تأمین مالی دارد بنگاه‌ها در هنگام سرمایه‌گذاری نرخ بازدهی سرمایه‌گذاری خود را به دست می‌آورند و آن را با نرخ بهره حقیقی (نرخ بهره منهای نرخ تورم) وجوه لازم برای تأمین مالی مقایسه می‌کنند هرچه نرخ بهره حقیقی وجوه لازم برای تأمین مالی در یک اقتصاد بالاتر باشد پروژه‌های کمتری در اقتصاد برای سرمایه‌گذاری توجیه پیدا می‌کنند و تقاضا برای سرمایه‌گذاری کاهش می‌یابد. انتظارات از آینده، نااطمینانی و.. نیز از دیگر عوامل مؤثر بر سرمایه‌گذاری هستند.
تقاضای دولت(G) نیز از دیگر عوامل تعیین‌کننده تقاضا در اقتصاد است. اگر چه تقاضای دولت در صورت متوازن بودن بودجه (برابر بودن هزینه‌ها با درآمدهای دولت) به مالیات وابسته‌است چرا که مالیات مهم‌ترین درآمد دولت محسوب می‌شود اما در حالت کلی در کوتاه مدت متوازن بودن بودجه لزومی ندارد لذا در مدل‌ها این تقاضا مستقل از سایر متغیرها چون درآمد و … محسوب می‌شود.
جز خالص صادرات(NX) از دیگر اقلام تقاضای اقتصاد است این جز برابر ارزش صادرات منهای ارزش واردات کشور در یک سال است. تقاضای یک کشور برای کالای خارجی به درآمد مردم کشور وابسته‌است پس صادرات یک کشور به درآمد سایر کشورها(yf) وابسته‌است و واردات آن به درآمد مردم همان کشور(y). پس با افزایش درآمد سایر کشورها خالص صادرات یک کشور افزایش می‌یابد و با افزایش درآمد آن کشور تقاضای واردات افزایش می‌یابد و جز خالص صادرات کشور کاهش می‌یابد. عامل دیگر مؤثر در صادرات و واردات نرخ ارز(e) است اگر نرخ ارز (مثلاً قیمت مبادله دلار با ریال) یک کشور بالا رود چون در بازار جهانی کالای صادراتی آن کشور ارزان شده‌است و در بازار داخلی قیمت کالای خارجی افزایش یافته‌است پس طبق قانون تقاضا جز صادرات افزایش می‌یابد.
بازار پول از دیگر اجزای مدل نوسانات اقتصادی پول است حجم پول(m) توسط بانک مرکزی کشورها کنترل می‌شود. اقتصاددانان برای پول دو تقاضا در میان مردم قائل اند یکی تقاضای معاملاتی-احتیاطی برای خریدهای روزانه‌است که با درآمد (y)در اقتصاد رابطه مثبت دارد و دیگری تقاضای سفته‌بازی. تقاضای سفته بازی تقاضایی است که مرم برای خرید و فروش دارایی‌ها و کسب سود دارند این تقاضا با نرخ بهره اسمی(r) در اقتصاد رابطه معکوس دارد یعنی اگر نرخ بهره اسمی (مثلاً نرخ بازدهی حساب پس‌انداز بانکی) در اقتصاد بالا رود مردم با نگهداری پول برای سفته بازی سود نسبی کمی کسب می‌کنند درحالی‌که می‌توانستند آن را در بانک بگذارند و سود آن را دریافت کنند پس با افزایش نرخ بهره اسمی تقاضای پول کاهش می‌یابد. باید توجه داشت حجم پول مورد تقاضای مردم با سطح قیمت‌ها(p) رابطه عکس دارد یعنی وقتی همه چیز ثابت باشد با افزایش سطح قیمت‌ها، مردم باید پول بیشتری برای معاملات خود تقاضا کنند رابطه بازار پول در حالت کلی و نیز با فرض روابط خطی در زیر آمده‌است.
{\displaystyle M/P=F(y,r)}
{\displaystyle M/P=a*y-b*r}
اگر تقاضای کل اقتصاد را بخواهیم در فضای سطح قیمت‌ها و درآمد رسم کنیم خواهیم دید که این نمودار نزولی است چرا که با افزایش سطح قیمت‌ها و ثبات سایر شرایط از رابطه بازار پول نرخ بهره افزایش می‌یابد و با افزایش نرخ بهره تقاضای سرمایه‌گذاری در اقتصاد کاهش می‌یابد و لذا تقاضای کل در اقتصاد کاهش می‌یابد. شیب این منحنی به شیب منحنی تقاضای پول نسبت به نرخ بهره و نیز شیب منحنی تقاضای سرمایه‌گذاری نسبت به نرخ بهره وابسته‌است.
هر تغییری در تقاضاهای یاد شده که ناشی از تغییر درآمد یا سطح قیمت‌ها نباشد موجب انتقال منحنی تقاضای کل در فضای سطح قیمت‌ها و تولید خواهد شد.

Aggregate supply/demand graph

عرضه کل جز دیگری برای تحلیل نوسانات اقتصادی است در مورد عرضه کل اختلاف نظرهایی بین مکتب‌های مختلف اقتصادی وجود دارد در نگاه نئو کلاسیک و کینزی چون تعدیل دستمزد حقیقی در اقتصاد نا کامل است با افزایش سطح قیمت‌ها بنگاه‌ها نیروی کار ارزان‌تری در اختیار دارند چرا که دستمزد حقیقی نیروی کار کاهش یافته‌است با کاهش دستمزد حقیقی بنگاه‌ها کارگر بیشتری استخدام می‌کنند و تولید بیشتری صورت خواهد گرفت و بیکاری نیز کاهش می‌یابد؛ لذا منحنی عرضه کل در فضای سطح قیمت‌ها و درآمد صعودی است.
کلاسیک‌ها معتقد اند تنها چیزی که تولید یک اقتصاد را تحت تأثیر قرار می‌دهد همان رشد تکنولوژی و بهره‌وری است و سطح قیمت‌ها را در میزان تولید در اقتصاد بی تأثیر می‌دانند لذا در نگاه کلاسیکی که به بلند مدت اقتصاد تعلق دارد عرضه کل در فضای سطح قیمت و تولید عمودی است.

### اثر سیاست پولی و مالی
سیاست پولی در اقتصاد به تغییر حجم پول توسط بانک مرکزی گفته می‌شود اگر در اقتصادی حجم پول بالا رود نرخ بهره کاهش می‌یابد و تقاضای سرمایه‌گذاری در اقتصاد افزایش می‌یابد با افزایش تقاضا در اقتصاد تولید افزایش می‌یابد و بیکاری کاهش می‌یابد ولی به علت صعودی بودن عرضه کل سطح قیمت‌ها نیز افزایش می‌یابند.
سیاست مالی مربوط به تصمیم دولت دربارهٔ هزینه‌ها و مالیات‌های خود است. رایج‌ترین سیاست مالی افزایش تقاضای دولت است در این حالت چون تقاضا در اقتصاد افزایش یافته‌است تولید افزایش و بیکاری کاهش می‌یابند اما سطح عمومی قیمت‌ها افزایش می‌یابد.

تحلیل‌های فوق نشان می‌دهند در کوتاه مدت می‌توان به قیمت افزایش سطح قیمت‌ها بیکاری را کاهش داد این تحلیل به منحنی فیلیپس (به انگلیسی: منحنی فیلیپس) معروف است.

### مدل ADI(Aggregate demand inflation) curve

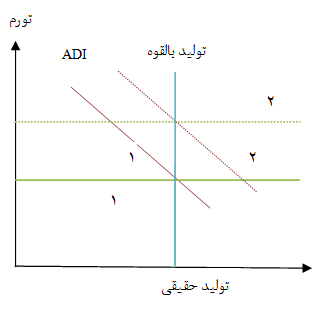

منحنی تقاضای کل تورم در این مدل که از ایده مدل قبل بر گرفته شده‌است بر مبنای این تحلیل استوار است که بانک مرکزی قاعده‌ای تصمیم‌گیری دارد که در آن به ازا هر سطح تورم یک سطح نرخ بهره را انتخاب خواهد کرد یعنی اگر تورم در اقتصادی در حال افزایش باشد بانک مرکزی که خود را مکلف به کنترل تورم می‌بیند شروع به دخالت در بازار پول خواهد کرد و نرخ بهره‌را افزایش می‌دهد لذا تقاضای سرمایه‌گذاری در اقتصاد کاهش می‌یابد و تورم نیز کاهش می‌یابد لذا شیب منحنی تقاضای کل تورم در فضای تورم و تولید نزولی است. این شیب به حساسیت تقاضای سرمایه‌گذاری به نرخ بهره و همچنین حساسیت قاعده تصمیم‌گیری بانک مرکزی به تورم وابسته‌است.
عرضه کل در این مدل با نگاهی بلند مدت تر از مدل قبل و مستقل از تورم فرض می‌شود. در حقیقت در این مدل فرض می‌شود تولید بالقوه یعنی تولیدی که در آن بنگاه‌ها در حالت عادی تولید می‌کنند حالت تعادل اقتصاد را رقم خواهد زد و در بقیه شرایط نیز اقتصاد پس از تعدیل به حالت بالقوه بر می‌گردد لذا بیکاری و تورم هرچند در کوتاه مدت رابطه عکس در مدل دارند ولی اقتصاد پس از مدتی تنها تورم را برای خود حفظ می‌کند و بیکاری به حالت طبیعی متناظر با تولید بالقوه برمی‌گردد.

### اثر تغییر قاعده تصمیم بانک مرکزی
در این اگر بانک مرکزی قاعده تصمیم خود را عوض کند مثلاً در هر سطح تورم نرخ بهره کمتری را به عنوان هدف در نظر بگیرد در این حالت تقاضای کل اقتصاد افزایش می‌یابد در سطح تورم اولیه ابتدا تولید افزایش و بیکاری کاهش می‌یابد ولی با تعدیل تورم، اقتصاد به سطح تولید و بیکاری اولیه در تورم بالاتر می‌رسد.